# Boklya

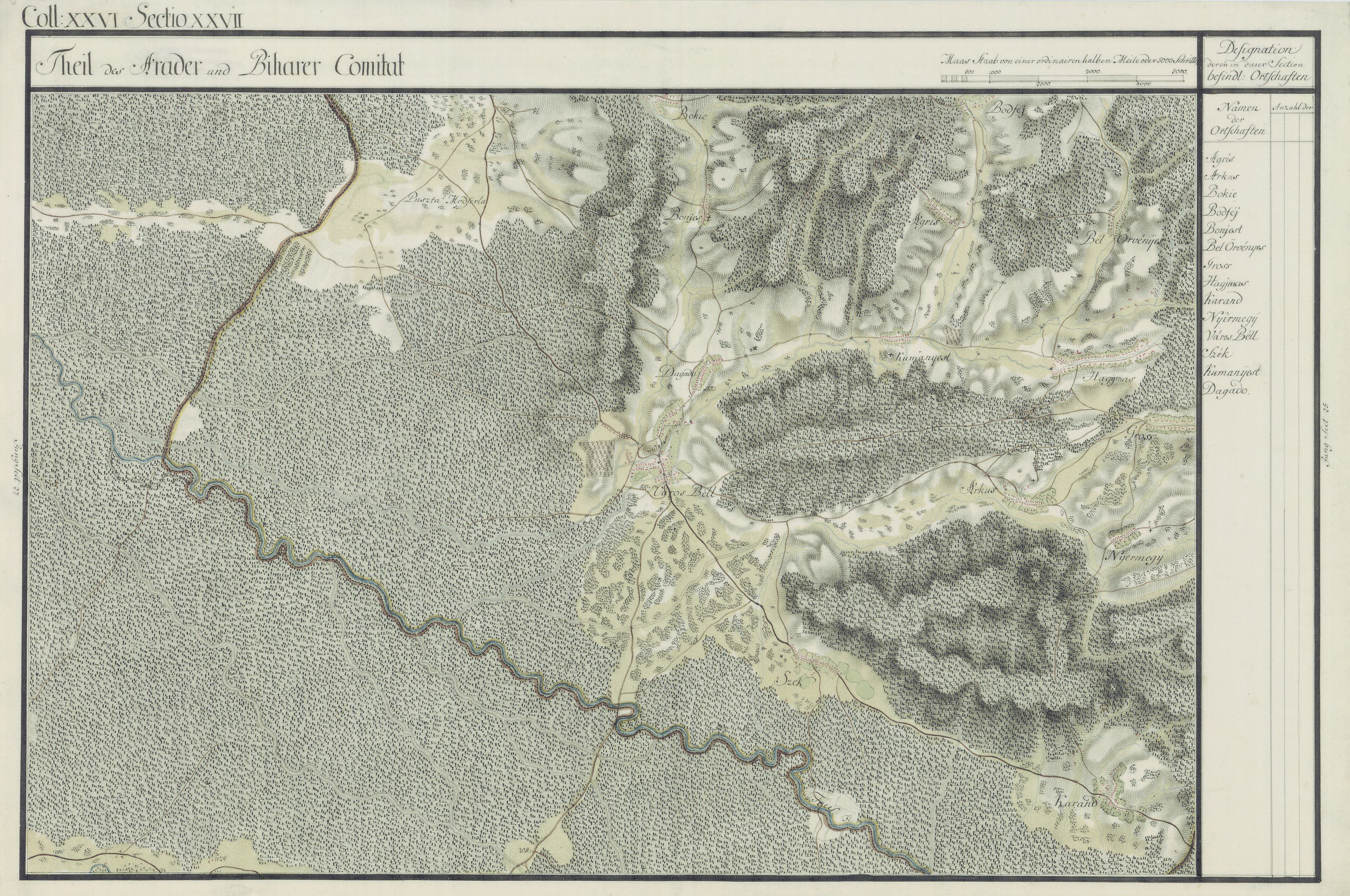
Boklya egy régi térképen

Boklya (Bochia), település Romániában, a Partiumban, Arad megyében.

## Fekvése
A Béli-hegység alatt, a Mézes patak mellett, Béltől északkeletre fekvő település.

## Története
Boklya nevét 1552-ben említette először oklevél Bokonya néven. 1808-ban Bokiá, 1828-ban Bokkia, 1913-ban Boklya néven írták.
Bokkia földesura a latin szertartású nagyváradi püspökség volt, amely itt még a 20. század elején is birtokos volt.
1851-ben Fényes Elek írta a településről: „Bokkia, a hegyek közt, a váradi deák püspök béli uradalmában, 400 óhitű lakossal, s
anyatemplommal. ... Lakosai üveggel, taplóval kereskednek, épületeket csinálnak, s kevés juhokat is tenyésztenek.”
1910-ben 365 lakosából 349 román, 8 magyar volt. Ebből 355 görögkeleti ortodox, 7 izraelita volt.
A trianoni békeszerződés előtt Bihar vármegye Béli járásához tartozott.

## Nevezetességek
- Görög keleti temploma 1802-ben épült